# Ликуричу (Горж)
Ликуричу (рум. Licuriciu) насеље је у Румунији у округу Горж у општини Ликуричи. Oпштина се налази на надморској висини од 342 m.

## Становништво
Према подацима из 2011. године у насељу је живело 2590 становника.